# Paul-Élie Gernez

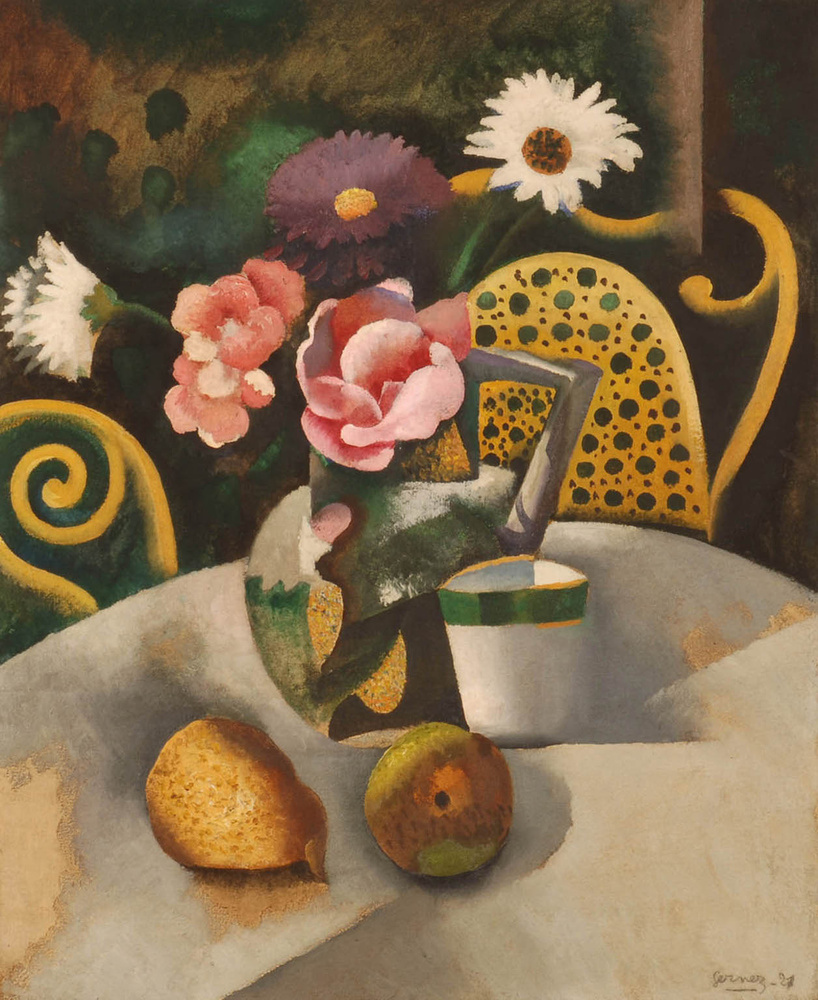
Stillleben, 1921

Paul-Élie Gernez (* 27. Januar 1888 in Onnaing; † 6. September 1948 in Honfleur) war ein französischer Maler, Aquarellist, Grafiker und Illustrator.

## Leben
Paul-Élie Gernez war zu Beginn seiner Karriere vom Kubismus beeinflusst, kehrte aber später zu klassischen Darstellungsformen zurück. Seine wichtigste Inspirationsquelle war Honfleur. Dort fand er, was er suchte: Ruhe und die von Eugène Boudin so geliebte Atmosphäre.

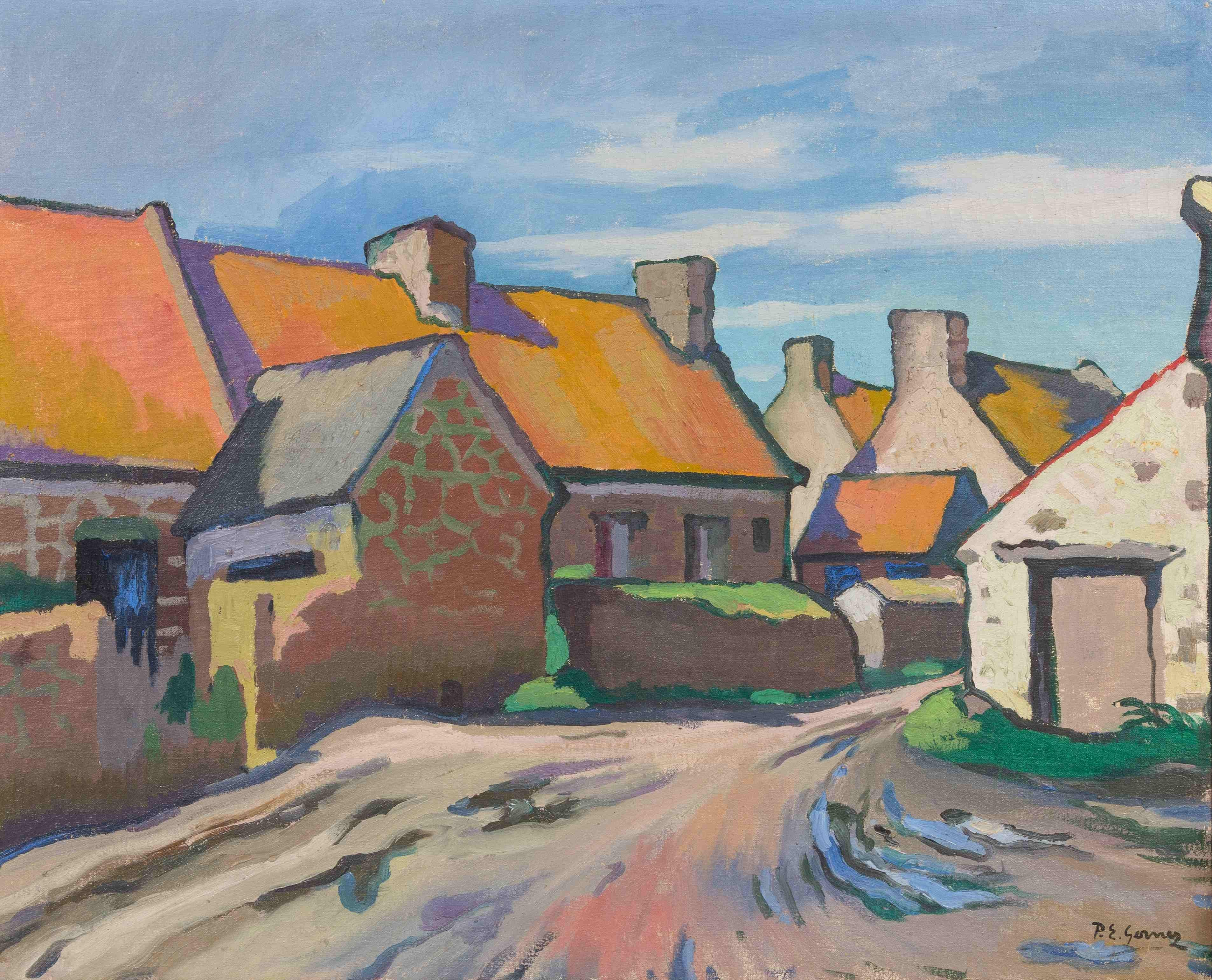
Rue de village et maisons (Dorfstraße mit Häusern), Bretagne

Er war vor allem Landschafts- und Marinemaler, da er fast sein ganzes Leben in Honfleur verbrachte, und seine Beobachtungen des Lichts auf dem Meer erinnern manchmal an Johan Barthold Jongkind. Aber auch Akte und Blumenstillleben finden sich in seinem Werk. Seine Werke zeichnen sich durch eine große Sensibilität aus. In den Jahren 1917, 1922 und 1924 hatte er Einzelausstellungen in Paris.
Er illustrierte zwei Bücher mit Radierungen: „Génitrix“ von François Mauriac (1925) und „Le Chemin de paradis“ von Charles Maurras (1927).
1932 wurde er zum Ritter der Ehrenlegion ernannt. Seine Werke wurden von französischen und ausländischen Museen erworben. 1942 zwang ihn eine Krankheit zur Ruhe. Sein Arbeitsrhythmus verlangsamte sich, aber er arbeitete weiter. Nach einer schweren Operation 1946 starb Gernez 1948 in Honfleur.
Eine posthume Retrospektive, organisiert von seinem Freund Robert Rey, fand 1969 statt, eine weitere 1984.